# Ito Junji Collection
Ito Junji Collection (Nhật: 伊藤潤二『コレクション』 Hepburn: Itō Junji "Korekushon") là bộ anime kinh dị chuyển thể từ những câu chuyện trong manga cùng tên của họa sĩ Itō Junji. Bộ phim do Studio Deen sản xuất và khởi chiếu từ ngày 5 tháng 1 năm 2018, bao gồm 12 tập phim và 2 OVA. Crunchyroll là đồng hợp tác sản xuất. Dịch vụ sẽ trực tiếp bộ phim tại khu vực Bắc Mĩ với 8 ngôn ngữ khác nhau cùng ngày chiếu ở Nhật.

## Lồng tiếng
| Nhân vật                       | Tiếng Nhật         | Tiếng Anh           |
| ------------------------------ | ------------------ | ------------------- |
| Fuchi                          | Koyama Mami        | Terri Doty          |
| Kawai Kota                     | Shimono Hiro       | Clifford Chapin     |
| Oshikiri                       | Shimono Hiro       | Micah Solusod       |
| Sugio                          | Shimono Hiro       | Josh Grelle         |
| Tomie                          | Suegara Rie        | Monica Rial         |
| Soichi                         | Mitsuya Yūji       | Austin Tindle       |
| Handsome Man at the Crossroads | Midorikawa Hikaru  | Daman Mills         |
| Yuko                           | Nazuka Kaori       | Kristen McGuire     |
| Tamae                          | Nazuka Kaori       | Megan Emerick       |
| Mio Fuji                       | Nazuka Kaori       | Megan Shipman       |
| Lelia                          | Nazuka Kaori       | Katelyn Barr        |
| Watanabe Miyoko                | Nazuka Kaori       | Kristi Kang         |
| Tsukano Ryou                   | Kaji Yūki          | Kiba Walker         |
| Yuji                           | Kimura Ryōhei      | Chris Burnett       |
| Sakaguchi Hiroshi              | Kimura Ryōhei      | Matt Shipman        |
| Yoshiyuki                      | Kimura Ryōhei      | Kyle Phillips       |
| Kitagawa Kiyoshi               | Kimura Ryōhei      | Jordan Dash Cruz    |
| Yasumin                        | Kimura Ryōhei      | Brian Olvera        |
| Kitawaki Haruhiko              | Shimazaki Nobunaga | Jason Liebrecht     |
| Kuroda                         | Namikawa Daisuke   | David Wald          |
| Kitawaki Yukihiko              | Namikawa Daisuke   | John Burgmeier      |
| Yamada                         | Hirakawa Daisuke   | Stephen Fu          |
| Tokura Makoto                  | Hirakawa Daisuke   | Eric Vale           |
| Koichi                         | Hosoya Yoshimasa   | Ricco Fajardo       |
| Oda                            | Hosoya Yoshimasa   | Brad Hawkins        |
| Makita Shuichi                 | Hosoya Yoshimasa   | Christopher Wehkamp |
| Aoyama                         | Hosoya Yoshimasa   | Jeff Johnson        |
| Joe                            | Hosoya Yoshimasa   | Garret Storms       |
| Shibayama Hikaru               | Hosoya Yoshimasa   | Nazeeh Tarsha       |
| Kameda                         | Hosoya Yoshimasa   | Marcus Stimac       |
| Kuroda                         | Yoshino Hiroyuki   | Brandon McInnis     |
| Fukada Ryusuke                 | Yoshino Hiroyuki   | Aaron Dismuke       |
| Kishimoto                      | Yoshino Hiroyuki   | Coby Lewin          |
| Anzai                          | Yoshino Hiroyuki   | Kyle Igneczi        |
| Goro                           | Yoshino Hiroyuki   | Greg Ayres          |
| Numake                         | Kujira             | Laurie Steele       |
| Tomoka                         | Takamori Natsumi   | Lara Woodhull       |
| Setsuko                        | Park Romi          | Jo Lorio            |
| Riruko                         | Park Romi          | Anastasia Muñoz     |
| Riko                           | Hikasa Yōko        | Alexis Tipton       |
| Saiko                          | Mizuhashi Kaori    | Jeannie Tirado      |
| Sayuri                         | Saito Yuka         | Amber Lee Connors   |
| Midori                         | Saito Yuka         | Amanda Lee          |
| Rie                            | Saito Yuka         | Natalie Hoover      |
| Hidaka Kinuko                  | Saito Yuka         | Felecia Angelle     |
| Horie Nana                     | Saito Yuka         | Emily Neves         |
| Maiko                          | Saito Yuka         | Dawn M. Bennett     |
| Yue                            | Saito Yuka         | Jad Saxton          |
| Hideo                          | Sugita Tomokazu    | Alejandro Saab      |
| Marie                          | Hanba Tomoe        | Tia Ballard         |
| Yanagida                       | Itō Kentarō        | Barry Yandell       |
| Soga                           | Nabatame Hitomi    | Jessica Cavanagh    |
| Nakayama                       | M·A·O              | Krystal LaPorte     |
| Ogawa                          | Uchida Aya         | Margaret McDonald   |
| Risa                           | Orikasa Fumiko     | Caitlin Glass       |
| Ringmaster                     | Ebara Masashi      | Philip Weber        |
| Mario                          | Kondō Takashi      | Brandon McInnis     |
| Young man                      | Ishida Akira       | Adam Gibbs          |
| Kana                           | Shintaku Maki      | Leah Clark          |
| Mori Mitsuo                    | Gōda Hozumi        | Mike McFarland      |
| Masuda                         | Gōda Hozumi        | Ian Ferguson        |
| Tadao Iwata                    | Masakazu Hara      | Brian Mathis        |
| Iwasaki                        | Kishio Daisuke     | David Matranga      |
| Yui                            | Taneda Risa        | Jill Harris         |
| Kanako                         | Watanabe Akeno     | Stephanie Young     |
| Numata                         | Uchida Naoya       | Keith Kubal         |
| Toshio                         | Seki Toshihiko     | Jacob Browning      |
| Yuki                           | Inoue Marina       | Amanda Gish         |
| Ogi                            | Satō Setsuji       | Chris Guerrero      |
| Otsuka                         | Ono Kenshō         | Justin Briner       |
| Midori                         | Nakahara Mai       | Dani Chambers       |

## Sản xuất
Ngày 30 tháng 6 năm 2017, Trang chủ của họa sĩ Itō Junji có thông báo chính thức về bộ phim trên website của Asahi Shimbun. Tháng 8, thông báo xác nhận anime này sẽ do Studio Deen sản xuất gồm nhiều tập và được phát sóng trên TV. Shinobu Tagashira, (đạo diễn của Diabolik Lovers) sẽ là đạo diễn kiêm thiết kế nhân vật cho bộ phim. Thông báo còn tiết lộ series sẽ chuyển thể từ hai manga của Itō, 11 tập truyện manga Junji Matsterpiece Collection và một tập Fragments of Horror, nhưng không cho biết câu truyện cụ thể câu truyện nào sẽ được làm, bởi vì nhà sản xuất muốn tạo bất ngờ cho khán giả. Tên chính thức của bộ phim được thông báo vào ngày 12 tháng 10 năm 2017. Kaoru Sawada phụ trách phần biên kịch, Hozumi Gōda là đạo diễn âm thanh, và Yuki Hayashi sẽ sáng tác bài hát cho bộ anime này. Bộ phim còn có thêm 2 OVA chuyển thể từ manga Tomie của Itō.
Bài hát mở đầu, (七転八倒のブルース  Shichitenbattō no Burūsu), biểu diễn bởi nhóm The Pinballs. Bài hát kết thúc, (互いの宇宙 Tagai no Uchū), tiếng Anh: "Mutual Universe", do JYOCHO trình bày.

## Phát hành
Bộ phim ban đầu sẽ phát sóng vào ngày 7 tháng 1 năm 2018 trên kênh Tokyo MX, nhưng sau đó thông báo sẽ phát sóng vào ngày 5 tháng 1 trên WOWOW. Ngoài ra, bộ phim còn được phát sóng sớm vào ngày 23 tháng 11 năm 2017, với dự tham dự của đạo diễn lồng tiếng Yūji Mitsuya và họa sĩ Itō Junji. Crunchyroll sẽ trực tiếp bộ phim trên dịch vụ của họ, Funimation sẽ streaming bộ anime được lồng tiếng Anh vào ngày 20 tháng 1 năm 2018.
Bộ phim có 12 tập và được phát hành qua ba đĩa DVD riêng biệt. DVD đầu là vào 30 tháng 3 năm 2018, tiếp đến 27 tháng 4 năm 2018 và cuối cùng vào 25 tháng 5 năm 2018. DVD thứ 2 và 3 sẽ phát hành cùng với một tập OVA.

### Danh sách tập
| Tập   | Tựa đề                                                       | Ngày phát sóng gốc  | Ngày phát sóng tiếng Việt |
| ----- | ------------------------------------------------------------ | ------------------- | ------------------------- |
| 1     | "Lời nguyền ích kỷ của Souichi" & "Chôn cất búp bê địa ngục" | 5 tháng 1 năm 2018  | 4 tháng 8 năm 2021        |
| 2     | "Người mẫu thời trang" & "Giấc mơ dài"                       | 12 tháng 1 năm 2018 | 5 tháng 8 năm 2021        |
| 3     | "Mỹ nam ngã tư. Tình yêu bất diệt" & "Cô gái sên"            | 19 tháng 1 năm 2018 | 6 tháng 8 năm 2021        |
| 4     | "Cơn Lạnh" & "Nhà rối"                                       | 26 tháng 1 năm 2018 | 7 tháng 8 năm 2021        |
| 5     | "Câu chuyện kỳ lạ của Oshikiri" & "Giáo viên vải"            | 2 tháng 2 năm 2018  | 8 tháng 8 năm 2021        |
| 6     | "Cửa sổ nhà bên" & "Chia tay nhẹ nhàng"                      | 9 tháng 2 năm 2018  | 9 tháng 8 năm 2021        |
| 7     | "Đĩa cũ" & "Phố không đường"                                 | 16 tháng 2 năm 2018 | 10 tháng 8 năm 2021       |
| 8     | "Tổ tiên đáng kính" & "Rạp xiếc đến"                         | 23 tháng 2 năm 2018 | 11 tháng 8 năm 2021       |
| 9     | "Họa sĩ" & "Cây huyết quả"                                   | 2 tháng 3 năm 2018  | 12 tháng 8 năm 2021       |
| 10    | "Glycerin" & "Cây cầu"                                       | 9 tháng 3 năm 2018  | 14 tháng 8 năm 2021       |
| 11    | "Học sinh chuyển trường siêu nhiên" & "Bù nhìn"              | 16 tháng 3 năm 2018 | 13 tháng 8 năm 2021       |
| 12    | "Nghiền nát" & "Tin đồn"                                     | 23 tháng 3 năm 2018 | 14 tháng 8 năm 2021       |
| OVA 1 | "Tomie phần 1"                                               | 27 tháng 4 năm 2018 | 15 tháng 8 năm 2021       |
| OVA 2 | "Tomie phần 2"                                               | 25 tháng 5 năm 2018 | 15 tháng 8 năm 2021       |